# …And Justice for All (canción)
«...And Justice for All» (en español: «...Y justicia para todos» es la segunda canción del álbum homónimo, el cuarto álbum de estudio de la grupo musical estadounidense de heavy metal Metallica.
Fue publicada como sencillo promocional en 1988. La canción habla sobre la corrupción en un sistema judicial, además es una de las canciones más largas del grupo musical, llegando a los 9:44 de duración.
La canción se caracteriza por sus variados cambios de ritmo, estando bastante patente el sonido del bajo, al contrario que en el resto del disco.

## Interpretaciones en vivo
Debido a su duración y a sus complicadas partes instrumentales, la canción solo fue interpretada en directo en 1988, durante la gira de presentación del disco. Kirk Hammett diría después de la canción que «era demasiado para mí; no podía soportar ver al público en primera fila bostezando a los 8 ó 9 minutos de canción». Durante algunos conciertos en 2006, el grupo tocó partes de la canción, pero siempre sin tocarla al completo.
Sin embargo, un año después, en junio de 2007, el grupo musical tocaría la canción completa en un concierto en Lisboa, después de 18 años desde la última vez que lo hicieron. A partir de ahí, el grupo interpretó la canción en Oslo, Estocolmo, Helsinki, Moscú, el nuevo estadio de Wembley durante su gira en 2007 y en el festival Electric Weekend de Getafe, en el festival Rock am Ring 2008 y finalmente en el Foro Sol en la Ciudad de México en 2009. Después la canción fue elegida y tocada múltiples veces en la gira «Metallica By Request» en América del Sur y Europa en 2014.
James Hetfield tocó la introducción de esta canción en versión acústica como parte del inicio de la interpretación de la exitosa canción «The Unforgiven», en Seúl y en el Foro Sol en la Ciudad de México.

## Créditos
- James Hetfield: Voz y guitarra rítmica.
- Kirk Hammett: Guitarra líder.
- Jason Newsted: Bajo eléctrico.
- Lars Ulrich: Batería y percusión.

- Datos: Q426003